# Gervasius Schuler
Gervasius Schuler (* um 1495 in Straßburg; † 1563 in Lenzburg) war ein Schweizer evangelischer Theologe und Reformator.

## Leben
Schuler studierte an der Universität Basel und schloss sich schon um 1520 in Zürich an Ulrich Zwingli an. Mit einem Empfehlungsschreiben Zwinglis kehrte er 1524 nach Straßburg zurück und wurde 1525 als Pfarrer in Bischweiler eingesetzt. In dieser Zeit veröffentlichte er eine Auslegung des Vaterunsers. Nach Konflikten zog er sich 1528 nach Straßburg zurück. 1529 erhielt er eine Pfarrstelle in Bremgarten AG, das er aber nach der Niederlage der Protestanten im Zweiten Kappelerkrieg Ende 1531 wieder verlassen musste. Gemeinsam mit Heinrich Bullinger ging er nach Zürich, wurde aber kurz danach Diaconus an der Leonhardskirche in Basel. Im November 1533 wurde er zweiter Pfarrer an St. Martin in Memmingen. Der Rat entsandte ihn häufig zu Verhandlungen. So dort unterschrieb er 1536 in Wittenberg für seine Stadt die Wittenberger Konkordie. Im selben Jahr stieg er als Nachfolger von Simpert Schenk zum ersten Pfarrer an St. Martin und damit zum leitenden evangelischen Geistlichen der Reichsstadt auf. Durch das Augsburger Interim wurde er aus Memmingen verdrängt und hielt sich 1548 bis 1550 in Zürich auf. Seine letzte Pfarrstelle hatte er in Lenzburg im Aargau.